# Czechrzyca grzebieniowa
Czechrzyca grzebieniowa, trybulka grzebieniowa (Scandix pecten-veneris L.) – gatunek rośliny z rodziny selerowatych (Apiaceae). Rośnie dziko w południowej i środkowej Europie, w Afryce Północnej, na Maderze i Wyspach Kanaryjskich oraz w Azji Zachodniej, Środkowej i na Kaukazie. Jako roślina introdukowana rośnie na obu kontynentach amerykańskich, w Australii i Nowej Zelandii oraz na Dalekim Wschodzie Azji. W Polsce jest rzadkim archeofitem. Większość stanowisk skupionych jest na Wyżynie Małopolskiej.

## Morfologia

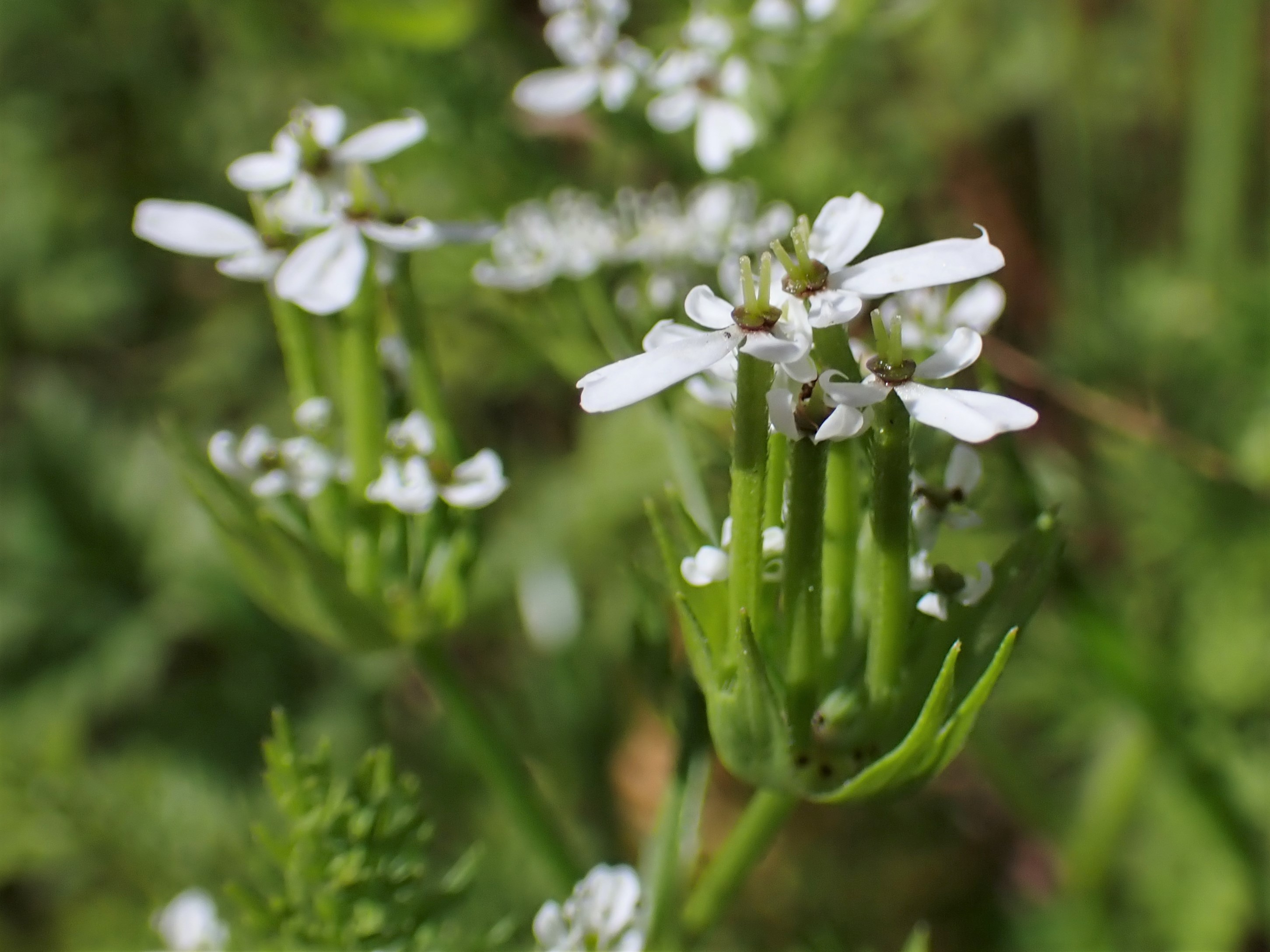
Kwiaty

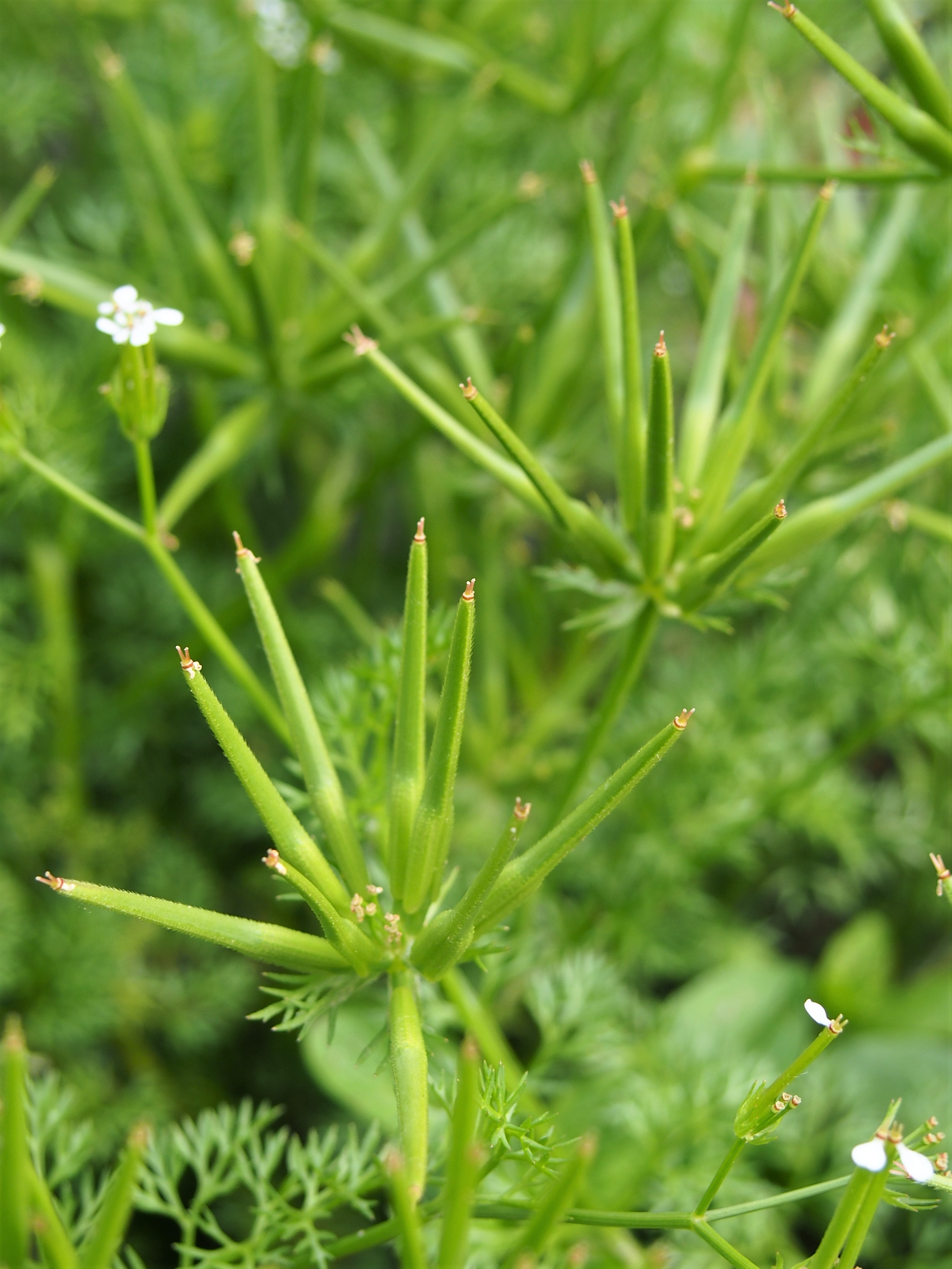
Owoce

PokrójRoślina jednoroczna osiągająca do 40 cm wysokości. Łodyga jest prosto wzniesiona lub podnosząca się, zaokrąglona na przekroju, delikatnie kreskowana, owłosiona lub naga, zwykle rozgałęziona. Korzeń cienki, wrzecionowaty.
LiścieOgonkowe, przy czym dolne z dłuższymi, górne z krótszymi ogonkami. Pochwy liściowe nieco rozdęte, brzegiem orzęsione. Blaszki liści 2–3-krotnie pierzaste, o łatkach równowąskich, ostro zakończonych.
KwiatyZebrane zwykle po ok. 10 w baldaszki, a te z kolei zebrane po 1–3 w baldachy złożone. Pokrywki lancetowate, orzęsione. Pokryw brak. Płatki korony białe, do 3 mm długie, w kwiatach brzeżnych wyraźnie powiększone.
OwoceSilnie wydłużone z powodu wyciągniętego dzióbka, do 2–6 razy dłuższego od reszty owocu. W sumie owoce z dzióbkiem osiągają 2–3 cm długości. Rozłupki walcowate z żółtawymi żebrami i ciemniejszymi bruzdami.

## Biologia i ekologia
Roślina jednoroczna. Rośnie na polach uprawnych, na glebach bogatych w węglan wapnia. Kwitnie w maju i czerwcu. Gatunek charakterystyczny zespołu Caucalido-Scandicetum.

## Zagrożenia
Kategorie zagrożenia gatunku:
- Kategoria zagrożenia w Polsce według Czerwonej listy roślin i grzybów Polski (2006)[9]: E (wymierający); 2016: CR (krytycznie zagrożony)[10].
- Kategoria zagrożenia w Polsce według Polskiej Czerwonej Księgi Roślin (2001, 2014): CR (krytycznie zagrożony)[11].